# Міжгайці (Самбірський район)
Міжга́йці — село в Бісковицькій сільській громаді Самбірського району Львівської області України. Населення становить 222 особи.
Стара назва села — Хлівиська (від слова «хлів»). Місцевим населенням умовно поділено на три частини: Міжгайці, Красниця і Буди (хутір). За розповідями старожилів, село було засновано польським паном, який привіз із собою 12 наймитів із родинами. В приміщенні колишнього панського маєтку тепер знаходиться психоневрологічна лікарня.
Дорожне покриття — ґрунтове (головна магістраль — асфальт).

## Населення

### Мова
Розподіл населення за рідною мовою за даними перепису 2001 року:
| Мова       | Кількість | Відсоток |
| ---------- | --------- | -------- |
| українська | 222       | 100%     |